# ستيفن باول
ستيفن باول (بالإنجليزية: Steven Paul)‏ هو منتج أفلام ووكيل مواهب ومدير مواهب ومنتج تلفزيوني وكاتب سيناريو ومخرج وممثل أمريكي، ولد في 16 مايو 1959 بنيويورك في الولايات المتحدة. من الجوائز التي نالها جائزة جرامي لأفضل تسجيل أوبرا ‏ سنة 1993.

## أعمال

### أفلام
- (2007) السائق الشبح[2]
- (2008) يوم القيامة[3]
- (2010) تيكن
- (2012)  روح الإنتقام[4]
- (2017) غوست إن ذا شيل[5]

## جوائز وترشيحات
جوائز
- جائزة جرامي لأفضل تسجيل أوبرا [الإنجليزية]‏ (1993)

ترشيحات
- Golden Raspberry Award for Worst Screenplay [الإنجليزية]‏ (2004)
- جائزة التوتة الذهبية لأسوأ صورة [الإنجليزية]‏ (2004)
- جائزة التوتة الذهبية لأسوأ صورة [الإنجليزية]‏ (2007)

## وصلات خارجية
- ستيفن باول على موقع IMDb (الإنجليزية)
- ستيفن باول على موقع ألو سيني (الفرنسية)
- ستيفن باول على موقع أول موفي (الإنجليزية)
- ستيفن باول على موقع بوكس أوفيس موجو (الإنجليزية)
- ستيفن باول على موقع قاعدة بيانات الأفلام السويدية (السويدية)
- ستيفن باول على موقع قاعدة بيانات الفيلم (الإنجليزية)
- ستيفن باول على موقع كينوبويسك (الروسية)